# Henri Duvernois
Pour les articles homonymes, voir Duvernois.
Henri Duvernois, nom de plume de  Simon Schwabacher, est un écrivain, scénariste et dramaturge français, né le 4 mars 1875 à Paris, ville où il est mort le 30 janvier 1937.

## Biographie
|  |

Né d’un père diamantaire hongrois qu’il perd à l’âge de 11 ans et d’une mère hollandaise, il entre, après de brèves études à 17 ans comme secrétaire de la Bibliothèque Charpentier et publie son premier roman Les Vous et les Toi. 
Henri Duvernois a habité au 12 quai de Passy dans le 16e arrondissement de Paris.
Il fait du journalisme en faisant partie des premiers contributeurs à La Critique (mars 1895), en contribuant à des journaux comme la Presse, la Patrie, au Soleil et en collaborant à des revues telles Le Journal, Le Matin, Femina, Candide, l’hebdomadaire maurrassien et antisémite ou encore L'Illustration.
En 1910, il épouse Margaretha Liebmann, plus connue sous le pseudonyme de Rita del Erido, alors célèbre écuyère de cirque.
Il écrit beaucoup, une trentaine de volumes, jusqu'en 1937 date de sa mort. Outre ses romans, il écrit des nouvelles comme Les Marchandes d'Oubli, Les Demoiselles de Perdition, La Maison des Confidences, Le Chien qui parle, Fifinoiseau et La Lune de Fiel.

## Distinctions
Commandeur de la Légion d'honneur

## Œuvres
Liste très partielle

### Opérettes
- 1926 : Une revue 1830-1930, revue en 2 actes et 30 tableaux de Maurice Donnay et Henri Duvernois, musique Reynaldo Hahn, théâtre de la Porte-Saint-Martin, 28 octobre 1926
- 1926 : Le Temps d'aimer de Henri Duvernois et Pierre Wolff, couplets Hugues Delorme, musique Reynaldo Hahn, théâtre de la Michodière, 7 novembre 1926
- 1930 : Virginie
- 1931 : Les Canards mandarins d'Henri Duvernois et Pascal Fortuny, paroles de Léon Guillot de Saix et musique de Louis Beydts, création à l'Opéra de Monte-Carlo[3],[4].
- 1934 : Toi, c'est moi
- 1934 : Les Sœurs Hortensia
- 1936 : La Poule

### Romans
- 1908 : Le roseau de fer. Paris, Albin Michel.
- 1908 : Crapotte. Paris, Albin Michel.
- 1908 : Popote. Paris, édition du Monde illustré.
- 1914 : Faubourg Montmartre
- 1918 :  Crapotte, illustrations d'après les dessins de Carlègle, Paris, 1918, 126 p. lire en ligne sur Gallica
- 1919 : Edgar, Ernest Flammarion éd., Paris
- 1922 : La Fugue
- 1923 : Le Roman des quatre, écrit en collaboration avec Paul Bourget, Pierre Benoit et Gérard d'Houville.
- 1926 : Morte la bête
- 1927 : Maxime
- 1927 : La Mort de Prosper Boudonneau. Hirondelle, Paris, À l'Enseigne de la Porte Étroite, 1927
- 1929 : Spectatrice, Des Portiques éd., Paris
- 1929 : Faubourg Montmartre, Le Livre de demain, Arthème Fayard & Cie Éditeurs, Paris, 1929
- 1931 : La Poule, Bernard Grasset éd., Paris
- 1931 : Les Sœurs Hortensias, Bernard Grasset éd., Paris
- 1933 : A l'ombre d'une femme, Bernard Grasset éd., Paris
- 1936 : L'Homme qui s'est retrouvé, Éditions de l'Arbre vengeur, 2009

### Contes
- 1909 : Les Marchandes d'oubli, Albin Michel, Paris
- 1911 : Les Demoiselles de perdition, Albin Michel, Paris
- 1912 : Fifinoiseau, Arthème Fayard, Paris
- 1913 : Le Chien qui parle, Arthème Fayard, Paris
- 1914 : La Maison des confidences, Flammarion
- 1922 : La Lune de fiel, Flammarion
- 1930 : Le Journal d'un pauvre homme (Les Contes d'Henri Duvernois, I), Flammarion
- 1931 : Jeanne (Les Contes d'Henri Duvernois, II), Flammarion
- 1964 : Recueil de contes, Flammarion
- 2019 : Contes du Matin, 1908-1932, sous la direction littéraire de Colette (1920-1923), préface de Laurent François, postface et bibliographie par Jean-Luc Buard, La Bibliothèque internationale Henri Duvernois/Archives et documents presse et feuilletons (ADPF)/MiLiReMi, 737 pp.,  (ISBN 9780244488581). - Intégrale des 196 contes parus dans le quotidien Le Matin.

### Théâtre
- 1919 : Il était un petit Home, théâtre des Mathurins, 19 décembre
- 1921 : La Dame de Bronze et le Monsieur de cristal
- 1923 : Le Club des canards mandarins, comédie en trois actes écrite avec Pascal Forthuny et jouée au Studio des Champs-Élysées du 1er novembre au 31 décembre 1923[5].
- 1923 : Seul, comédie en un acte, jouée pour la première fois au Théâtre du Grand Guignol, le 28 octobre 1922
- 1923 : Faubourg Montmartre, Théâtre Nouvel-Ambigu[6]
- 1924 : Après l'amour de Pierre Wolff et Henri Duvernois, théâtre du Vaudeville, 23 février
- 1924 : Le Geste de Maurice Donnay et Henri Duvernois, théâtre de la Renaissance
- 1924 : La Guitare et le Jazz-band de Robert Dieudonné et Henri Duvernois, théâtre des Nouveautés, 22 septembre
- 1925 : Chabichou
- 1925 : Dibengo comédie en 3 actes de Pierre Wolff et Henri Duvernois, théâtre de la Porte-Saint-Martin, 21 octobre
- 1927 : La Mort de Prosper Boudonneau, hirondelle, Paris, La Porte étroite, 1927. Lire en ligne
- 1927 : L'Eunuque, 3 actes de Henri Duvernois et André Birabeau, théâtre Femina
- 1927 : Comédies en un acte, Paris, Flammarion, 1927,  281 p.  [comprend  Seul, Nounouche, La dame de bronze et le monsieur de cristal, La Clémentine Piéfaroux,  L'élève Chocotte, Chabichou, Le chevalier Canepin] lire en ligne sur Gallica
- 1928 : Le Haricot vert, comédie en un acte au Grand-Guignol le 6 janvier 1928
- 1928 : Devant la porte, comédie en un acte au théâtre Daunou le 19 mars 1928
- 1928 : Le Professeur, comédie en un acte au Grand-Guignol le 10 juillet 1928
- 1929 : L'Accident, comédie en un acte au théâtre Saint-Georges le 15 janvier 1929
- 1929 : Harmonie, comédie en trois actes au théâtre Saint-Georges le 20 février 1929
- 1929 : Les Voisins, comédie en un acte au Grand-Guignol le 29 mai 1929
- 1929 : La Fugue, Théâtre Saint-Georges[7]
- 1930 : Cœur, théâtre des Nouveautés
- 1931 : L'Opération
- 1931 : La Tuile d'argent, comédie en 4 actes de Lucien Descaves et Henri Duvernois, La Potinière
- 1932 : Les Cadets, Théâtre Michel[8]
- 1932 : Jeanne, comédie en trois actes et quatre tableaux le 9 novembre 1932[9]

### Autobiographie
Apprentissages : souvenirs des années 1885-1900, Paris, 1930, Hachette, 217 p.  lire en ligne sur Gallica

## Filmographie
Scénariste ou auteur adapté
- 1924 : Faubourg Montmartre de Charles Burguet
- 1929 : La Dame de bronze et le monsieur de cristal de Marcel Manchez[10]
- 1931 : Faubourg Montmartre de Raymond Bernard
- 1931 : Après l'amour de Léonce Perret
- 1932 : Seul de Jean Tarride
- 1932 : Un chien qui parle de Robert Rips[11]
- 1933 : La Poule de René Guissart
- 1933 : Dans les rues de Victor Trivas
- 1934 : Le Scandale de Marcel L'Herbier
- 1934 : Jeanne de Georges Marret
- 1934 : Dernière Heure de Jean Bernard-Derosne
- 1935 : Les Sœurs Hortensias de René Guissart
- 1936 : Toi, c'est moi de René Guissart

Autres adaptations
- 1948 : Après l'amour
- 1950 : Chabichou de Jean Perdrix (court métrage)
- 1958 : Maxime
- 1960 : Rouge (téléfilm)
- 1980 : Les Sœurs Hortensia (téléfilm)
- 1989 : Si Guitry m'était conté (téléfilm)

## Postérité
- La rue Henri-Duvernois, dans le 20e arrondissement de Paris, porte son nom.